# Кошелева, Галина Николаевна
Галина Николаевна Кошелева (род. 4 января 1966 года, Иваново) — российский тренер по лёгкой атлетике. Заслуженный тренер России.

## Биография
Галина Николаевна Кошелева родилась 4 января 1966 года в городе Иваново. Мастер спорта СССР по подводному плаванию. Замужем за Александром Кошелевым, тренером нижегородских паралимпийцев по футболу.
После окончания факультета физкультуры Горьковского педагогического института имени Максима Горького, Галина Николаевна работала сначала в обычной спортивной школе, а затем переключилась на работу с паралимпийцами. В настоящее время — старший тренер отделения инваспорта СДЮШОР «Заря» в Дзержинске. Неоднократно входила в список лучших тренеров Нижегородской области. Проживает в посёлке Колодкино.
Наиболее высоких результатов среди её воспитанников добились:
- Роман Капранов — чемпион и бронзовый призёр Паралимпийских игр 2012 года, чемпион мира МПК 2011 года[7],
- Валерий Степанской — серебряный призёр Паралимпийских игр 2000 года,
- Светлана Кашицына — бронзовый призёр чемпионата мира, чемпионка Европы, чемпионка и рекордсменка России среди глухих спортсменов,
- Андрей Вдовин — чемпион мира и Европы,
- Дмитрий Сафронов — чемпион мира и Европы,
- Денис Рябинин — призёр Всемирных игр, чемпион и рекордсмен России,
- Ксения Стульчикова — призёр Всемирных игр, рекордсменка России, чемпионка Бельгии и Нидерландов,
- Александр Титов — чемпион Европы, чемпион и рекордсмен России.

## Награды и звания
- Почётное звание «Заслуженный тренер России».
- Медаль ордена «За заслуги перед Отечеством» II степени (2013)[8].
- Почётная грамота Президента Российской Федерации (2016)[9][10]
- Национальная спортивная премия («Лучший тренер», номинация «Преодоление»)[11]